# STS-97
|  | Denne artikel handler om en mission i rumfærge-programmet. For informationer om programmet se rumfærge-programmet. |
STS-97 (Space Transportation System-97) var rumfærgen Endeavours 15. mission, opsendt d. 30. november 2000 og vendte tilbage d. 11. december 2000.
Hovedformålet med missionen var at montere det medbragte, P6 Truss, første del af solpanel-systemet til Den Internationale Rumstation.
Tre rumvandringer blev fuldført på missionen der varede i næsten 11 døgn.

## Besætning
- Brent Jett (kaptajn)
- Michael Bloomfield (pilot)
- Joseph Tanner (1. missionsspecialist)
- Marc Garneau (2. missionsspecialist) (CSA)
- Carlos Noriega (3. missionsspecialist)

## Missionen
- P6 solpanel
- Rumvandring for opsætning af solpanel
- Rumstationen efter Endeavours besøg

Det var en af missionerne der skulle udbygge Den Internationale Rumstation Assembly Mission 4A.
Andre ISS udbygnings-missioner: STS-88, STS-92, STS-98, STS-100, STS-102, STS-104, STS-110, STS-111, STS-112, STS-113, STS-114, STS-115, STS-116, STS-117, STS-118, STS-120, STS-122, STS-123, STS-124, STS-119, STS-127, STS-129, STS-130, STS-132 og STS-133.

Hovedartikler: